# Geografia Polinezji Francuskiej

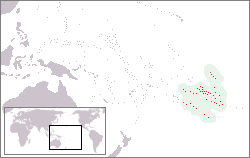
Położenie wysp

Polinezja Francuska jest zamorską wspólnotą terytorialną Francji, która leży w południowej części Oceanu Spokojnego. Wyspy te rozrzucone na około 3,5 mln km² cechują się tropikalnym klimatem i różnorodnością roślinną.

## Powierzchnia i rozmieszczenie na oceanie
- powierzchnia – 4156 km²
- linia brzegowa – 2530 km

Mapa Polinezji Francuskiej

Rozmieszczenie wysp – składające się z 5 archipelagów i wyspy Tahiti terytorium leży w południowo-środkowej części Pacyfiku pomiędzy 8° a 28°S oraz między 130° a 156°W.

## Ukształtowanie poziome

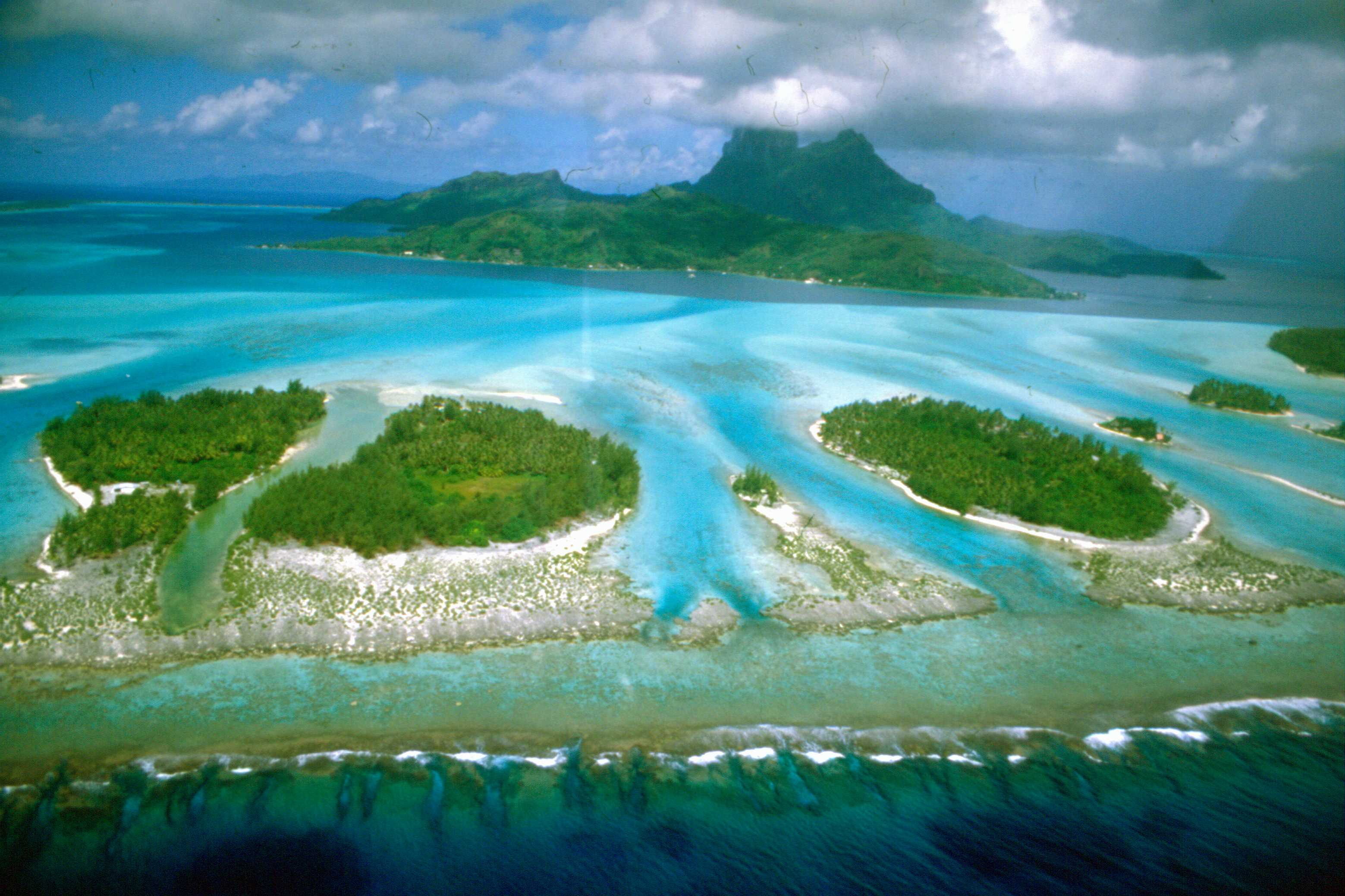
Wyspa Bora-Bora

Polinezja Francuska dzieli się na 5 archipelagów, są to: Wyspy Towarzystwa, Markizy, Tuamotu, Tubuai i Wyspy Gambiera. W archipelagu Wysp Towarzystwa leży największa wyspa Tahiti o powierzchni 1042 km².
Wyspy Polinezji Francuskiej cechują się słabo i umiarkowanie rozwiniętą linią brzegową. Najbardziej urozmaicone wybrzeże mają Wyspy Gambiera, gdzie liczne są półwyspy i szerokie, płytkie zatoki. Tahiti ma umiarkowanie rozwiniętą linię brzegową, która charakteryzuje się osobliwym kształtem, przypominającym dwie połączone ze sobą wyspy. Większość wysp cechuje się słabym urozmaiceniem wybrzeża. Fakt ten dotyczy przede wszystkim atoli, które tworzą charakterystyczne dla siebie pierścienie podłużnych wysepek, pomiędzy którymi znajduje się płytka laguna. Większość wysp ma niskie wybrzeże, gdzie dominują piaszczyste plaże. Większość wysp Polinezji Francuskiej otaczają Rafy koralowe. Niektóre wyspy jak np. Tahiti cechują się znacznym udziałem wysokiego, skalistego wybrzeża, ale i tam także ciągną się piaszczyste plaże. Tahiti, a w szczególności sąsiednia Moorea, otoczone są rafami koralowymi.

### Ważniejsze archipelagi
- Wyspy Towarzystwa (14 wysp i atoli: pow. 1593 km²)
  - Wyspy Na Wietrze (5 wysp i atoli: pow. 1 192,45 km²)
    - Tahiti – pow. 1042 km², Mont Orohena 2241 m n.p.m. (najwyższy szczyt Polinezji Francuskiej), linia brzegowa 132 km, 178 133 mieszk. (2007), 17°31′N 149°34′W/17,516667 -149,566667
    - Moorea – pow. 133,5 km², Mont Tohi’e’a 1207 m n.p.m., 16 191 mieszk. (2007), 17°29′31″N 149°50′08″W/17,491944 -149,835556
    - Maiao – pow. 8,8 km²; Rave’a” 154 m n.p.m.; 2 jeziora: Rotoiti, Rotorahi; 299 mieszk. (2007); 17°39′20″N 150°38′04″W/17,655556 -150,634444
    - Tetiaroa – pow. 5,85 km²; 17 m n.p.m.; bezludny atol obejmujący 13 wysepek: Onetahi, Honuea, Tiaruanu, Motu Tauvini (Tauini), Motu Ahurea (Auroa), Hiraanae, Horoatera (Oroatera), Motu Aie (Aie), Tahuna Iti, Tahuna Rahi, Reiono, Motu One i Rimatuu; 17°00′N 149°34′W/17,000000 -149,566667
    - Mehetia – pow. 2,3 km²; Mont Fareura 435 m n.p.m.; niezamieszkana; 17°52′30″N 148°04′03″W/17,875000 -148,067500

  - Wyspy Pod Wiatrem (9 wysp: pow. 400 km²)
- Markizy (1 274 km²)
- Tuamotu (398 km²)
- Tubuai (287 km²)
- Wyspy Gambiera (230 km²)

## Budowa geologiczna i rzeźba

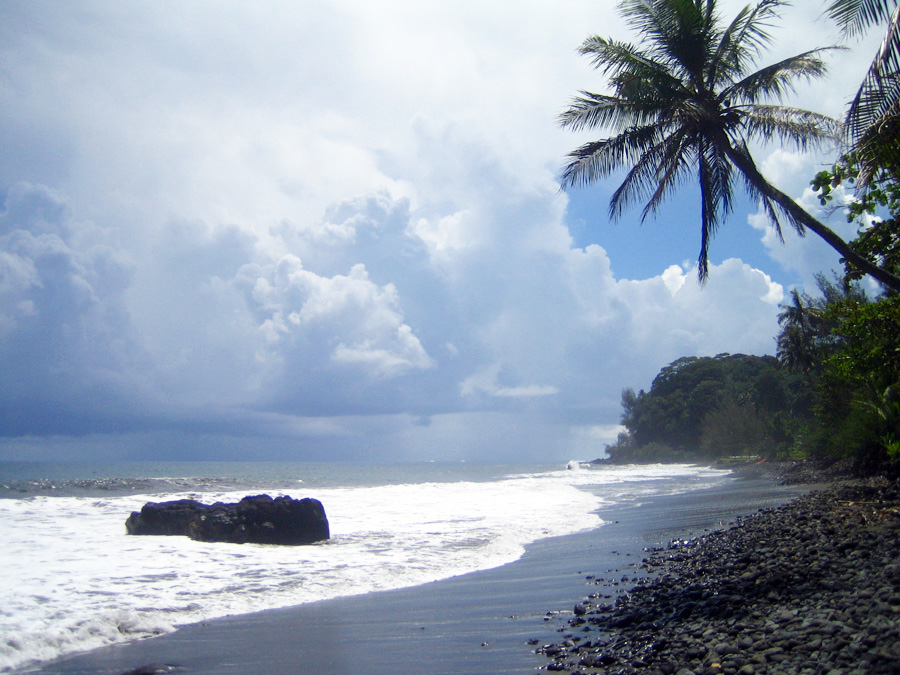
Wybrzeże Tahiti

Wyspy należące do Polinezji Francuskiej ze względu na ogromne rozmieszczenie cechują się odmiennym pochodzeniem. Zbudowane z bazaltów i tufów Markizy i Tubuai są wulkanicznymi cokołami pochodzącymi z trzeciorzędu i z czwartorzędu, które kiedyś były obszarami aktywnymi wulkanicznie. Wyspy Towarzystwa i Gambiera to obszary pochodzenie wulkaniczno-koralowego, co oznacza że w kształtowaniu rzeźby terenu miały udział procesy rafotwórcze. Wyspy te otaczają także rafy koralowe, a w ich budowie brały udział czwartorzędowe osady koralowe. Tuamotu tworzy największy na świecie archipelag koralowych wysp – atoli. Wyspy te są rzecz jasna pochodzenia koralowego, co oznacza że powstały w wyniku procesów rafotwórczych i wyniesione zostały na wysokość zaledwie 1–2 m n.p.m.
Pod względem rzeźby terenu także występują różnice. Wszystkie wyspy pochodzenia wulkanicznego, lub częściowo wulkanicznego cechują się urozmaiconą rzeźbą terenu. Fakt ten dotyczy także największej wyspy Polinezji Francuskiej – Tahiti. Wyspy te usiane są wzgórzami i w większości niskimi górami. Tahiti cechuje się wybitnie górzystym krajobrazem, który w większości ograniczony jest wąskimi nadbrzeżnymi nizinami. Obszary górskie Tahiti to tereny wznoszące się od 1000 do 2000 m n.p.m. Najwyższy szczyt na Tahiti w całej Polinezji Francuskiej – Mont Orohena wznosi się na 2241 m n.p.m. Na pozostałych wyspach obszary górskie są niższe i większości nie osiągają 1000 m n.p.m. Większość wyspy cechuje się występowaniem wzgórz o wysokościach rzędu 150–500 m n.p.m. Wszystkie wyspy pochodzenia koralowego to tereny wybitnie nizinne i płaskie. Dotyczy to szczególnie archipelagu Tuamotu, gdzie płaskie koralowe podłoże wznosi się do 2–3 m n.p.m. i tym samym jest podatne na globalne zmiany klimatu, gdzie efektem jest zmiana poziomu wód światowego oceanu.

## Klimat
Duża rozciągłość południkowa sprawia, że wyspy leżą w strefie dwóch stref klimatycznych: podrównikowej obejmującej Markizy i północną część wysp Tuamotu, oraz zwrotnikowej obejmujące resztę wysp. Klimat i przede wszystkim opady kształtowane są przez południowo-wschodnie pasaty.

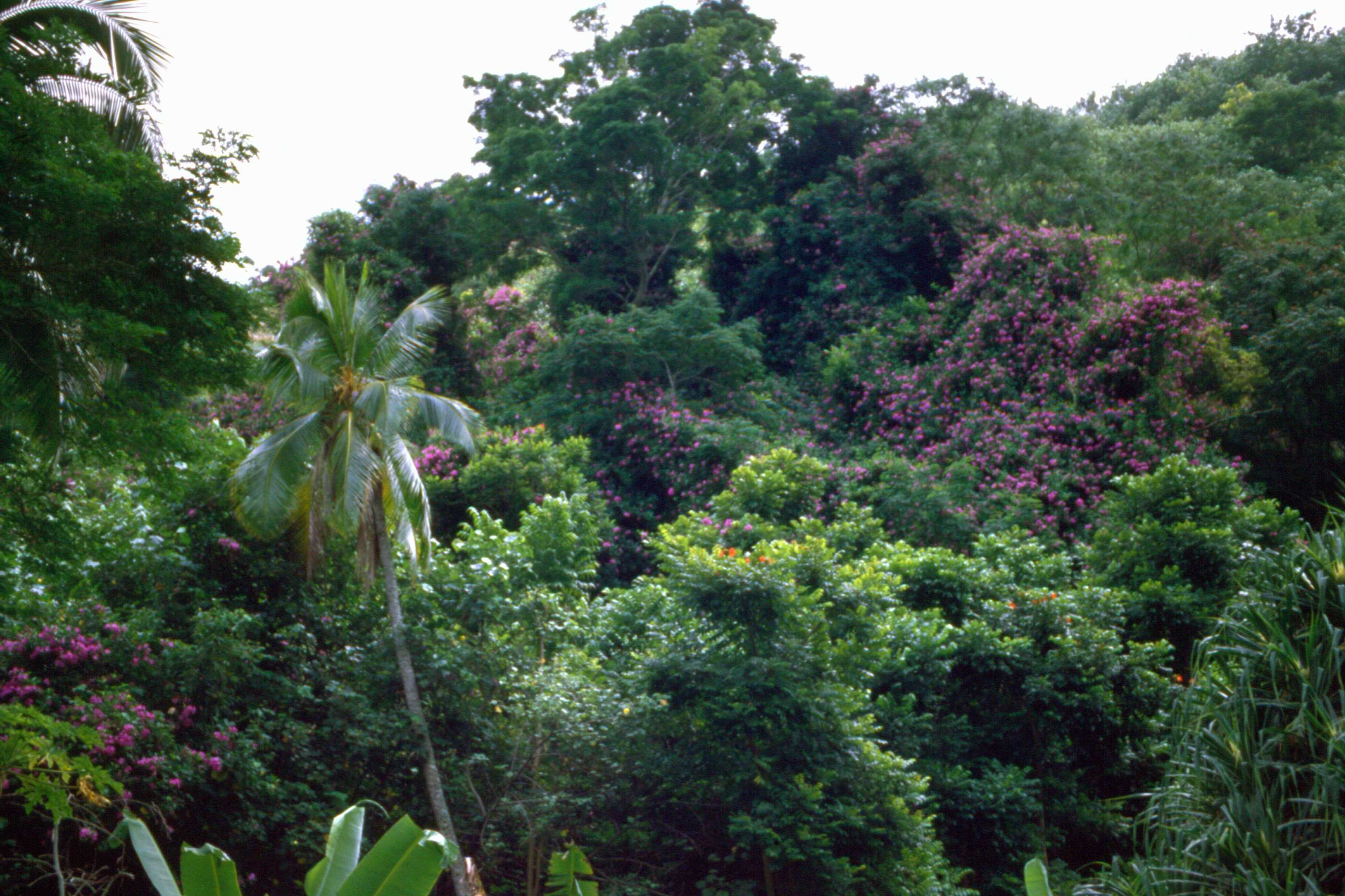
Tropikalna roślinność jednej z wysp

Pomiędzy północnymi a południowymi wyspami występują niewielkie różnice w temperaturach, które w główniej mierze odzwierciedlają się w amplitudach rocznych. Leżące bliżej równika wyspy cechują się temperaturami typowymi dla strefy tropikalnej rzędu 25–26 °C, lokalnie (Markizy) wartości te mogą osiąga 32 °C. Wyspy leżące dalej od równika cechują się widocznymi różnicami w skali roku. Temperatury notowane w półroczu zimowym są niskie i wynoszą 20–22 °C do 26 °C, a nawet powyżej 30 °C w okresie letnim (luty-marzec). Na Tahiti występuje piętrowość klimatyczna, gdzie na wysokości powyżej 1500 m n.p.m. występuje piętro umiarkowane.
Opady na wszystkich wyspa nie różnią się prawie w ogóle. Wyspy leżące bliżej równika cechują się brakiem pory suchej i opadami wynoszącymi około 2500 mm. Wyspy leżące w rejonie zwrotnika Koziorożca cechują się opadami rzędu 1 800- 2800 mm. Widoczne są różnice na wyspach o górzystym charakterze, gdzie na stokach zawietrznych opady są niskie, a nawet zdarzają się okresowe susze. Susze dotykają nawet leżące blisko równika Markizy, które ze względu na rzeźbę terenu cechują się wyraźnymi różnicami lokalnych opadów.

## Wody
Sieć hydrologiczna jest zróżnicowana. Wyspy o urozmaiconym krajobrazie, szczególnie na wyspach wulkanicznego pochodzenia, gdzie podłoże jest nie przepuszczalne występuje sieć krótkich rzek. Dość bogatą sieć rzek ma wyspa Tahiti, gdzie rzeki o górskim charakterze spływają promieniście z wnętrza wyspy. Liczne są wodospady i progi, a rzeki cechują się zmiennością wodostanu. Koralowe wyspy prawie w ogóle nie posiadają wód powierzchniowych. Na atolach, wody gruntowe są zasolone. Na wyspach koralowych wodę pitną pozyskuje się z opadów deszczu i gromadzi w zbiornikach.

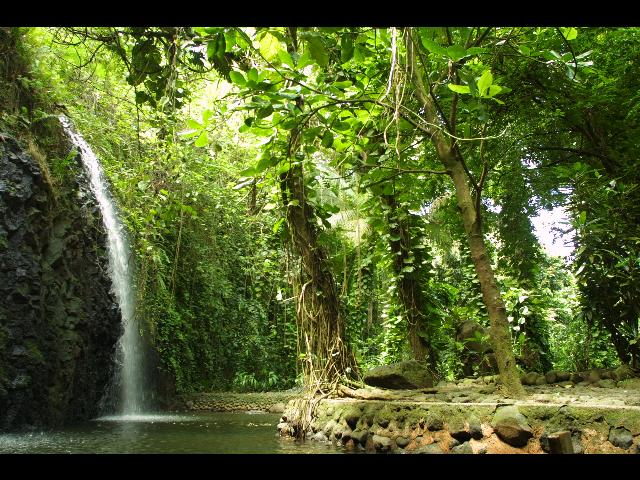
Wodospad w Polinezji Francuskiej

## Gleby
Wulkaniczne wyspy cechują się żyznymi pokrywami glebowymi, natomiast wyspy koralowe mają słabo wykształcone nie przydatne rolniczo płytkie gleby piaszczyste.

## Flora i fauna
Szata roślinna wysp jest dobrze zachowana czego przyczyną jest stosunkowo niewielka gęstość zaludnienia i brak dużych ośrodków miejskich. Pokrywa leśna obejmuje około 1/3 powierzchni wysp i są to gatunki tropikalne takie jak palmy kokosowe, które posiadają także wartość gospodarczą ze względu na ich owoce. Poza palmą występują: paprocie, bananowce, które także są rośliną uprawną, drzewa chlebowe i wiele innych. Liczne dla tych obszarów są rośliny kwiatowe. W regionach wysp, gdzie jest bardziej sucho występują roślinność krzaczasta, sawannowa. Wyspy należące do Polinezji Francuskiej obfitują w koralowce, rafy koralowe w tym regionie stwarzają doskonałe warunki do życia fauny morskiej. Na Tahiti w wyższych partiach gór roślinność jest uboższa, związana z umiarkowanym piętrem klimatycznym.
Fauna jest bogata gatunkowo, ale ograniczona. Na wyspach świat zwierząt skupia się na licznych gatunkach ptaków zarówno morskich, jak i lądowych. W regionie Polinezji Francuskie żyją papugi, gołębie, rybitwy i głuptaki. Ssaki ograniczają się głównie do gryzoni. Region ten, ze względu na obecność raf, obfituje w skorupiaki i wiele gatunków tropikalnych ryb, w tym rekinów.